# حافظ مخلوف
حافظ محمد مخلوف (مواليد 2 أبريل 1971) هو لواء سوري وضابط في إدارة المخابرات العامة. ويُعد أحد الشخصيات البارزة ضمن الدائرة المقربة من الرئيس السوري السابق بشار الأسد ومن بين أبرز داعميه.

## النشأة
وُلد حافظ مخلوف في دمشق في 2 أبريل 1971. وهو ابن خال الرئيس السوري السابق بشار الأسد وشقيق رامي مخلوف، أحد أبرز رجال الأعمال في سوريا. كما أنه ابن خال عاطف نجيب الرئيس السابق لشعبة الأمن السياسي في مدينة درعا.
كُلف حافظ مخلوف في الحرس الجمهوري عام 1992، وكان صديقًا مقربًا من باسل الأسد الشقيق الأكبر لبشار الأسد. وأُصيب مخلوف في حادث السيارة الذي وقع عام 1994 وأدى إلى وفاة باسل.

## المسيرة
كان حافظ مخلوف عقيدًا في الجيش ورئيس قسم 40 في إدارة المخابرات العامة التابعة لفرع المخابرات العامة السورية 251 حتى عام 2014.
في أواخر عام 2014، نُقل إلى مقر إدارة المخابرات العامة. وفي نوفمبر 2014، التقى حافظ مخلوف بالرئيس المصري عبد الفتاح السيسي في القاهرة. وفي عام 2017، رُقي إلى رتبة لواء وأوكلت إليه مهام التنسيق مع أجهزة الاستخبارات الإيرانية وحزب الله اللبناني.
وفي عام 2018، عاد اللواء حافظ مخلوف إلى منصبه في إدارة المخابرات العامة، حيثُ أشرف على عمليات استيراد الأسلحة إلى سوريا من روسيا وبيلاروسيا.

## الجدل

### العقوبات
فُرضت عقوبات على حافظ مخلوف من قبل وزارة الخزانة الأمريكية في عام 2007 بتهمة "تقويض سيادة لبنان أو عملياته الديمقراطية ومؤسساته". وشملت العقوبات تجميد "أي أصول قد يمتلكها الأشخاص المعنيون داخل الولايات المتحدة" ومنعت الأشخاص الأمريكيين من إجراء أي معاملات مع هؤلاء الأفراد. وفي عام 2011، فُرضت عليه عقوبات إضافية من قبل الولايات المتحدة في مايو والاتحاد الأوروبي في سبتمبر. وفي نوفمبر 2011، فرضت جامعة الدول العربية حظر سفر عليه.

### اتهامات غسل الأموال
في عام 2011، قامت السلطات السويسرية بتجميد حساب مصرفي لحافظ مخلوف يحتوي على حوالي 3 ملايين يورو في أحد بنوك جنيف بسبب الاشتباه بضلوعه في عمليات غسيل أموال.
وفي فبراير 2012، نجح مخلوف في قضية قانونية لرفع التجميد عن 3 ملايين فرنك سويسري (3.3 مليون دولار) كانت مجمدة في حسابات بنكية في سويسرا، بحجة أن الحسابات تعود لفترة سابقة على العقوبات. ومع ذلك، رُفض طلبه للحصول على تأشيرة دخول إلى سويسرا لمقابلة محاميه من قبل المحكمة العليا السويسرية في نهاية عام 2011.
وفقًا للتقارير، اشترى حافظ مخلوف عقارات بقيمة 31 مليون جنيه إسترليني في موسكو من خلال شبكة تمويل يديرها رجل الأعمال السوري الروسي مدلل خوري [الإنجليزية]

## تقارير حول الوفاة والانتقال إلى بيلاروسيا
في 18 يوليو 2012، أفادت قناة العربية أن مخلوف قُتل في تفجير مبنى الأمن القومي السوري والذي استهدف اجتماعًا لـ خلية إدارة الأزمة السورية في مقر الأمن القومي السوري بدمشق. ومع ذلك، أشارت مصادر أخرى إلى أنه أُصيب فقط في الهجوم.
وفي سبتمبر 2014، أفادت مصادر متعددة أن مخلوف قد انتقل إلى بيلاروسيا مع زوجته. وفي وقت سابق من الشهر نفسه، أُعفي مخلوف من منصبه في جهاز المخابرات بدمشق، لكن مصادر موالية للحكومة قالت حينها إن ذلك كان "إجراءً روتينيًا". وأشار جوشوا لانديس الخبير الأمريكي في الشؤون السورية، عبر تغريدة إلى أن مخلوف غادر سوريا وأنه وشقيقه إيهاب قاما بإزالة صورة الأسد من صفحاتهم على فيسبوك ومن صور ملفاتهم الشخصية على تطبيق واتساب.